# 557 Віолетта
557 Віолетта (557 Violetta) — астероїд головного поясу, відкритий 26 січня 1905 року Максом Вольфом у Гейдельберзі.
Імовірно, названий на честь героїні опери Джузеппе Верді «Травіата».